# Diego García de Padilla
Diego García de Padilla – wielki mistrz zakonu Calatrava w latach 1355–1365.
Brat Marii de Padilla, wpływowej kochanki króla Kastylii i Leónu Piotra I Okrutnego
Jego wybór spotkał się z oporem części braci, którzy zbuntowali się przeciwko nowemu mistrzowi i poparli jednocześnie bunt braci Henryka i Fadryka Trastamarów przeciwko królowi. Opanowali oni kilkanaście posiadłości zakonnych m.in. Víboras, Porcuna i Martos, a ich przywódca  Piotr Estébanez Carpentero, dotychczasowy główny komandor (Comendador Mayor) zakonu, ogłosił się nowym wielkim mistrzem. Bunt został opanowany po straceniu na rozkaz królewski Estébaneza i ucieczce braci do Aragonii. Poparcie Aragonii dla buntowników zapoczątkowało „wojnę dwóch Piotrów”.
Podczas tej wojny  prowadzonej między Piotrem I Okrutnym i Piotrem IV Aragońskim, oddziały zakonne pod wodzą wielkiego mistrza walczyły w składzie armii kastylijskiej.